# Sätt tulpaner i mossa
Sätt tulpaner i mossa är en sång av Povel Ramel, som var ledmotiv i filmen Hoppsan! av Stig Olin där Ramel även spelade den ledande rollen. Texten innehåller rader som: 
Sätt tulpaner i mossa till mor
Lilla mor på loftet sitter
Ute blåser sommarvind
Och igenom stjärneglitter
Smeker hon sin gosses kind